# Marcel Lefebvre-Despeaux
Marcel Lefebvre-Despeaux a été un pilote de rallye français.

## Biographie
Il remporta avec quatre passagers l'édition 1927 du Rallye automobile Monte-Carlo sur une Amilcar 7 CV à moteur 1 100 cm3 équipée d'un compresseur Cozette, alors qu'il était administrateur-délégué de cette firme.
Il était parti de Königsberg (à 2 643 kilomètres de l'arrivée), et il s'imposa avec sa petite conduite intérieure malgré des centaines de kilomètres de routes verglacées en Pologne, et malgré des brouillards intenses rencontrés en province de Prusse-Orientale. À Cannes, il dut aussi s'arrêter pour porter secours sur le lieu d'un accident, et aller chercher une ambulance.